# Lo specchio (Chagall)
Lo specchio è un dipinto a olio su cartone (100x81 cm) realizzato nel 1915 dal pittore Marc Chagall.
È conservato nel Museo di Stato Russo di San Pietroburgo.
Raffigura uno specchio che riflette una lampada a olio, mentre una piccola figura femminile è china con il capo sul tavolo e gli occhi chiusi.